# Nederlandse Wiskunde Olympiade
De Nederlandse Wiskunde Olympiade (NWO) is een wiskundewedstrijd voor middelbare scholieren die jaarlijks in Nederland wordt georganiseerd. De NWO bestaat uit twee rondes en een finale, gevolgd door een trainingsprogramma. Daarna wordt er een selectie van zes leerlingen gemaakt voor de Internationale Wiskunde Olympiade.

## Eerste ronde
De eerste ronde vindt plaats op middelbare scholen in Nederland. Deze is bedoeld voor middelbare scholieren in de bovenbouw, maar deelname voor onderbouwers is ook mogelijk. Sinds 2006 bestaat de eerste ronde uit een multiple choice-gedeelte van acht vragen en een open gedeelte van vier vragen. De meerkeuzevragen leveren twee punten op voor een goed antwoord en de open vragen vijf punten. De uitwerking is niet van belang. In 2016 deden 11.101 leerlingen mee aan de eerste ronde.

## Tweede ronde
Sinds 2010 is er een tweede ronde (voorheen werd de finale ook wel tweede ronde genoemd), waar de ongeveer 1000 'beste' van de eerste ronde voor uitgenodigd worden. De tweede ronde bestaat uit vijf open vragen, voor elk goed antwoord worden vier punten toegekend. Daarnaast zijn er nog twee open vragen waar ook de hele uitwerking meetelt, voor een goed antwoord worden maximaal tien punten toegekend.

## Finale
Zo'n 130 leerlingen die het beste hebben gepresteerd bij de tweede ronde, worden uitgenodigd voor de finale. Ook leerlingen die bij de Kangoeroewedstrijd of Pythagoras Olympiade goed hebben gepresteerd, worden uitgenodigd. De finale wordt gehouden op de Technische Universiteit Eindhoven en bestaat uit vijf open vragen die van hoger niveau zijn dan de eerdere vragen, voor elk van deze vragen kan men tien punten krijgen. De winnaars zijn de vijf deelnemers per categorie die de meeste punten behalen. Bij gelijk aantal punten telt het aantal punten dat bij de eerdere rondes is behaald mee. Zij komen in een trainingsgroep, waarvan de beste zes Nederland gaan vertegenwoordigen bij de Internationale Wiskunde Olympiade.